# Sale el Sol (album)
Sale el Sol (Nederlands: "De zon komt op") is een grotendeels Spaanstalig album van de Colombiaanse zangeres Shakira. Het album kwam in Nederland op 16 oktober en in de Verenigde Staten op 19 oktober 2010 uit. De afbeelding op de cover werd op 31 augustus bekendgemaakt. Op 1 september kwam de eerste single, "Loca", uit.

## Tracklist

### Sale El Sol
De Spaanstalige versie komt in Europa, alle Spaanstalige landen en Azië uit.
| Nr. | Titel                               | Schrijver(s) | Duur |
| --- | ----------------------------------- | ------------ | ---- |
| 1.  | Sale El Sol                         |              |      |
| 2.  | Loca (Spaanse versie) (met El Cata) |              | 3:05 |
| 3.  | Gordita                             |              |      |
| 4.  | Antes De Las Seis                   |              |      |
| 5.  | Rabiosa (Spanish Version)           |              |      |
| 6.  | Mariposa                            |              |      |
| 7.  | Tu Boca                             |              |      |
| 8.  | Addicted to You                     |              |      |
| 9.  | Devoción                            |              |      |
| 10. | Lo Que Más                          |              |      |
| 11. | Waka Waka (Esto es África) (K-Mix)  |              |      |

| Nr. | Titel                                     | Duur |
| --- | ----------------------------------------- | ---- |
| 12. | Loca (Engelse versie) (met Dizzee Rascal) | 3:09 |
| 13. | Rabiosa (Engelse versie)                  |      |
| 14. | Waka Waka (This Time for Africa) (K-Mix)  |      |

### Sun Comes Out
De Engelse versie van Sale El Sol, The Sun Comes Out, komt alleen uit in de Verenigde Staten en het Verenigd Koninkrijk.
| Nr. | Titel                                        | Schrijver(s) | Duur |
| --- | -------------------------------------------- | ------------ | ---- |
| 1.  | Sale El Sol                                  |              |      |
| 2.  | Loca (English Version) (feat. Dizzee Rascal) |              | 3:05 |
| 3.  | Gordita                                      |              |      |
| 4.  | Antes De Las Seis                            |              |      |
| 5.  | Rabiosa (English Version)                    |              |      |
| 6.  | Mariposa                                     |              |      |
| 7.  | Tu Boca                                      |              |      |
| 8.  | Addicted to You                              |              |      |
| 9.  | Devoción                                     |              |      |
| 10. | Lo Que Más                                   |              |      |
| 11. | Waka Waka (This Time for Africa) (K-Mix)     |              |      |

| Nr. | Titel                                    | Duur |
| --- | ---------------------------------------- | ---- |
| 12. | Loca (Spanish) (feat. El Cata)           |      |
| 13. | Rabiosa (Spanish version)                |      |
| 14. | Waka Waka (This Time for Africa) (K-Mix) |      |

## Hitnoteringen

### NederlandseAlbum Top 100
| Positie: | 10 | 11  | 18 | 25  | 38 | 45 | 53  | 63 | 68  | 80 | 64 | 63 | 73  |
| Week:    | 14 |     | 15 |     | 16 | 17 |     | 18 |     | 19 | 20 | 21 |     |
| Positie: | 71 | uit | 92 | uit | 97 | 98 | uit | 95 | uit | 86 | 94 | 93 | uit |

### VlaamseUltratop 100Albums
| Hitnotering: 23-10-2010 t/m 29-10-2011 | Hitnotering: 23-10-2010 t/m 29-10-2011 | Hitnotering: 23-10-2010 t/m 29-10-2011 | Hitnotering: 23-10-2010 t/m 29-10-2011 | Hitnotering: 23-10-2010 t/m 29-10-2011 | Hitnotering: 23-10-2010 t/m 29-10-2011 | Hitnotering: 23-10-2010 t/m 29-10-2011 | Hitnotering: 23-10-2010 t/m 29-10-2011 | Hitnotering: 23-10-2010 t/m 29-10-2011 | Hitnotering: 23-10-2010 t/m 29-10-2011 | Hitnotering: 23-10-2010 t/m 29-10-2011 | Hitnotering: 23-10-2010 t/m 29-10-2011 | Hitnotering: 23-10-2010 t/m 29-10-2011 | Hitnotering: 23-10-2010 t/m 29-10-2011 | Hitnotering: 23-10-2010 t/m 29-10-2011 | Hitnotering: 23-10-2010 t/m 29-10-2011 | Hitnotering: 23-10-2010 t/m 29-10-2011 | Hitnotering: 23-10-2010 t/m 29-10-2011 | Hitnotering: 23-10-2010 t/m 29-10-2011 | Hitnotering: 23-10-2010 t/m 29-10-2011 |
| Week:                                  | 1                                      | 2                                      | 3                                      | 4                                      | 5                                      | 6                                      | 7                                      | 8                                      | 9                                      | 10                                     | 11                                     | 12                                     | 13                                     | 14                                     | 15                                     | 16                                     | 17                                     | 18                                     | 19                                     |
| -------------------------------------- | -------------------------------------- | -------------------------------------- | -------------------------------------- | -------------------------------------- | -------------------------------------- | -------------------------------------- | -------------------------------------- | -------------------------------------- | -------------------------------------- | -------------------------------------- | -------------------------------------- | -------------------------------------- | -------------------------------------- | -------------------------------------- | -------------------------------------- | -------------------------------------- | -------------------------------------- | -------------------------------------- | -------------------------------------- |
| Positie:                               | 15                                     | 8                                      | 10                                     | 13                                     | 17                                     | 25                                     | 35                                     | 35                                     | 40                                     | 27                                     | 28                                     | 12                                     | 12                                     | 26                                     | 28                                     | 30                                     | 39                                     | 37                                     | 44                                     |
| Week:                                  | 20                                     | 21                                     | 22                                     | 23                                     | 24                                     | 25                                     | 26                                     | 27                                     | 28                                     | 29                                     | 30                                     | 31                                     | 32                                     | 33                                     | 34                                     | 35                                     | 36                                     | 37                                     | 38                                     |
| Positie:                               | 43                                     | 36                                     | 29                                     | 41                                     | 50                                     | 49                                     | 54                                     | 69                                     | 57                                     | 75                                     | 73                                     | 78                                     | 77                                     | 80                                     | 71                                     | 63                                     | 46                                     | 56                                     | 46                                     |
| Week:                                  | 39                                     | 40                                     | 41                                     | 42                                     | 43                                     | 44                                     | 45                                     | 46                                     | 47                                     | 48                                     | 49                                     | 50                                     | 51                                     | 52                                     | 53                                     | 54                                     |                                        |                                        |                                        |
| Positie:                               | 44                                     | 27                                     | 37                                     | 50                                     | 29                                     | 30                                     | 28                                     | 34                                     | 37                                     | 33                                     | 39                                     | 46                                     | 52                                     | 54                                     | 69                                     | 78                                     | uit                                    |                                        |                                        |